# Christian Philipp
Christian Philipp (Michelfeld, 3 settembre 1893 – Unterleinleiter, 16 ottobre 1963) è stato un generale tedesco.

## Biografia
Christian Philipp nacque il 3 settembre 1893 a Michelfeld, nel Baden-Württemberg, e, arruolatosi nella Reichswehr nel 1920, partecipò alla prima guerra mondiale. Durante la seconda guerra mondiale comandò della 6ª divisione di montagna e l'8. Jäger-Division, arrivando al grado di tenente generale e ricevendo la croce di cavaliere della Croce di ferro. Morì il 16 ottobre 1963 a Unterleinleiter, in Baviera.